# Tjesem (Windhund)
Tjesem (auch Tschesem, Tesem) ist sowohl die altägyptische Bezeichnung für Windhunde als auch Namensbestandteil von neun Tjesem-Gottheiten. Die Ägypter unterschieden neun verschiedenfarbige Windhundtypen, weshalb jeder Windhundart eine Gottheit zugeordnet wurde.
In der frühdynastischen Zeit verwendete beispielsweise König Den die Bezeichnung Tjesem sinngemäß noch für Wilde Horde/Wildhunde. 

## Darstellungen

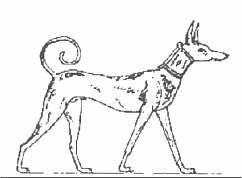
Tjesem, Abbildung auf der Hundestele aus dem Grab von Antef II. um 2065 v. Chr.

Als älteste Darstellung gilt die Abbildung eines ringelschwänzigen Hundes, die in Ägypten auf einer aus der vordynastischen Zeit stammenden Schale zu sehen ist. Ab dem Mittleren Reich finden sich vermehrt Darstellungen dieses Hundetyps; besonders bei der Gestaltung von Jagdszenen in Gräbern und auf Alltagsgegenständen. 
Seine Ursprünge könnten in der Sahara liegen, die damals noch nicht überall den heutigen Wüstencharakter hatte, sondern wo Steppen beziehungsweise Savannen vorherrschten und es in Randbereichen vereinzelte Wälder gab. Möglicherweise gehörten dort die noch heute in weiten Teilen Afrikas verbreiteten Pariahunde zu seinen Vorfahren. 

## Verbreitung

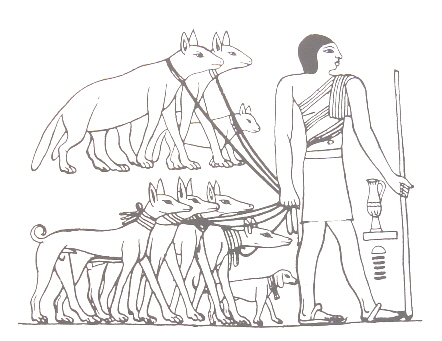
Als Tributzahlung werden dem König auch Jagdhunde überbracht

Der Tjesem wird häufig als Stammvater der grazilen mediterranen Jagdhunde vom Typ der Podencos betrachtet. Antike Seefahrer, wie z. B. die Phönizier und Karthager sollen für seine Verbreitung verantwortlich gewesen sein.